# 小行星7710
小行星7710（英語：7710 Ishibashi）是一颗围绕太阳公转的小行星。1994年11月30日，小林隆男在大泉町发现了此天体。
这颗小行星的绝对星等为15.61750等。